# Benyllus rufopictus
Benyllus rufopictus là một loài tò vò trong họ Ichneumonidae.